# Krzykawa
Krzykawa est une localité polonaise de la gmina de Bolesław, située dans le powiat d'Olkusz en voïvodie de Petite-Pologne.